# مانتیسلو (ایندیانا)
مانتیسلو، ایندیانا (به انگلیسی: Monticello, Indiana) یک شهر در ایالات متحده آمریکا با جمعیت ۵٬۳۷۸ نفر است که در ایندیانا واقع شده‌است.

## موقعیت جغرافیایی
موقعیت جغرافیایی شهرها و مناطق اطراف به شرح زیر است: